# 格安SIM
格安SIMとは、大手キャリアより安い料金で契約できるSIMカード、携帯電話事業者の総称である。

## 概要
明確な定義があるわけではないが、大手キャリアのサブブランド、MVNOなどを指すことが多い。また、MNOであるが新規参入で値段が比較的安い楽天モバイルも含まれることがある。

## 格安スマホ
格安スマホは元々「格安SIM」と「低価格なSIMフリースマートフォン」を組み合わせて使うことを指していたが、格安SIMと同じ意味で格安スマホという言葉を使うことが増えている。

## 歴史
2013年頃に「格安SIM」や「SIMフリー」などのキーワードがマスコミなどによって取り上げられ、一般ユーザーに浸透した。この時期から契約数が急速に伸びている。その理由としては、実店舗が少ないMVNOへのネットでの番号ポータビリティの手続きや、SIMカードの入れ替え、APNの設定などに手間を惜しまないITリテラシーの高いユーザーの需要などが挙げられる。
MNOから自社グループ外のMVNOへの顧客流出はMNOにとっては痛手であるため、SIMフリースマートフォンの発売やMVNOの新規参入が相次いだ2014年には、MNOであるソフトバンクとKDDIはMVNO（特にNTTドコモ回線を利用したMVNO）への対抗策として、自社のメインブランドとは別に、サブブランドであるY!mobileとUQ mobile（当時はMVNOで現在はMNO）をそれぞれ設けた。これらのサブブランドは、有名タレントを起用したテレビCM、MNOの販売網を利用した実店舗展開やそれによるアフターサービス、小規模MVNOでは困難な型落ちのiPhoneの販売、これまでのMVNOのネックだった通信速度などで差別化を図った。また、MNOのメインブランドでも、2017年ごろから総務省の指導などにより、端末との分離プランの導入や、ある程度の料金の値下げが進んだ結果、顧客流出に歯止めがかかった。
2020年12月には、これまでサブブランドを持っていなかったNTTドコモが、菅義偉内閣の値下げ要請を受けて、既存の料金プランとは分離されたサブブランドに相当する独自プランの「ahamo」を発表した。さらに、KDDIとソフトバンクもこれに対抗してahamoの内容に近いプラン「povo」「LINEMO」をそれぞれ発表した。
この結果、2010年代後半には早くもMVNOの淘汰が始まり、FREETELやDMM mobileが楽天モバイルに吸収されて事業を撤退した。また、BIGLOBEやLINEモバイルのようにMNOの傘下に入ったMVNOもある。さらに、MVNOからMNOに転換することになった楽天モバイルやUQ mobileのような事例もある。